# 克里斯蒂娜·卡雷拉
克里斯蒂娜·卡雷拉（英語：Christina Carreira，2000年4月3日—），加拿大、美国女子花样滑冰运动员，2017年世界青年花样滑冰锦标赛冰舞铜牌得主、2018年世界青年花样滑冰锦标赛冰舞铜牌得主、2022年四大洲花样滑冰锦标赛冰舞铜牌得主、2024年四大洲花样滑冰锦标赛冰舞铜牌得主。